# Guldbagge 1978
La 14ª edizione del Premio Guldbagge, che ha premiato i film svedesi del 1977 e del 1978, si è svolta a Stoccolma il 18 settembre 1978.

## Vincitori
Miglior film
- Le avventure di Picasso (Picassos äventyr), regia di Tage Danielsson

Miglior regista
- Olle Hellbom - Bröderna Lejonhjärta

Miglior attrice
- Lil Terselius - Den allvarsamma leken

Miglior attore
- Anders Lönnbro - Il colpo (Lyftet)

Premio Speciale
- Eric M. Nilsson

Premio Ingmar Bergman
- Wic' Kjellin - Miglior montatore